# Eckartstraße 4/5, 24, 25–27 (Eilenburg)
Die Gebäude Eckartstraße 4/5, 24 und 25–27 sind Teile der Bebauung Eckartstraße in Eilenburg, die als Zeilenbauten quer zur Leipziger Straße errichtet wurden. Nach Zerstörung der alten Architektur im April 1945 wurden sie in den 1950er Jahren im Rahmen des Wiederaufbaus der Stadt errichtet. Die drei Blöcke sind eingetragenes Kulturdenkmal in der Denkmalliste des Landesamtes für Denkmalpflege Sachsen.

## Geschichte
Die denkmalgeschützten Gebäude der Eckartstraße (Hausnummern 4/5, 24 und 25–27) wurden in der ersten Hälfte der 1950er Jahre im Rahmen des Nationalen Aufbauwerks errichtet. Sie gingen nach dem Ende der DDR in das Eigentum der städtischen Wohnungsbau- und Verwaltungsgesellschaft (EWV) über und wurden Ende der 1990er Jahre saniert.

## Baubeschreibung
Eckartstraße 4/5
Der dreigeschossige Block Eckartstraße 4/5 ist quer zum Wohn- und Geschäftshauses Leipziger Straße 57 angebaut und weist eine ähnliche Gestaltung auf. Der leicht geschwungene Bau entlang der Westseite der Eckartstraße verfügt über zwei Hauseingänge, die im Stil der Geschäftsbereiche am Haus Leipziger Straße 57 mit einer Putznutung versehen sind. Die Eingänge samt ihren Treppenhäusern stehen leicht aus der Fassade hervor und enden in einem einfachen Schweifgiebel, der wiederum das Dachgesims aufnimmt. Die Eingangspartien schließen nach oben hin jeweils mit einem einfachen Gesims ab. Die beiden dreifach ausgeführten Fensterfaschen des Treppenhauses treten nochmals hervor und sind farblich abgehoben. Unterhalb der Schweifgiebel befindet sich jeweils ein kreisrundes Ochsenauge. Zwischen den beiden Hauseingängen befindet sich eine Hofeinfahrt mit Segmentbogen und Schlussstein. Das Wohnhaus ist von einem Walmdach bedeckt.
Eckartstraße 24
Das dreigeschossige Wohnhaus Eckartstraße 24 befindet sich in Eckbebauung zu dem Teil der Eckartstraße, der den Innenhof hin zur Rollenstraße erschließt. Das Gebäude ist entsprechend dem die Randbebauung fortsetzenden Block Eckartstraße 25–27 ausgeführt.
Eckartstraße 25–27
Das Wohnhaus Eckartstraße 25–27 ist ein Anbau an die Leipziger Straße 58 und verläuft leicht geschwungen entlang der Ostseite der Eckartstraße. Während der Eingangsbereich der Eckartstraße 27 mit seiner schlicht profilierten Türfasche einfach ausgeführt ist, treten die Eingänge 25 und 26 mit ihren Treppenhäusern deutlich aus der Kubatur hervor. Über dem Eingangsbereich und kurz unterhalb der Dachkante sind Gesimse eingebaut. Wie im gegenüberliegenden Block 4/5 treten die Faschen der dreifach ausgeführten Fenster des Treppenhauses nochmals hervor und sind auch farblich abgesetzt. Die Faschen der Wohnungsfenster heben sich mit leichter Profilierung dezent von der Fassade ab. Das aufgesetzte Walmdach kommt bis auf wenige Dachluken ohne Aufbauten aus.
Zwischen den Gebäuden 24 und 25–27 werden die Straße und die beiden Gehwege von einer Pergola auf acht Pfeilern überspannt.

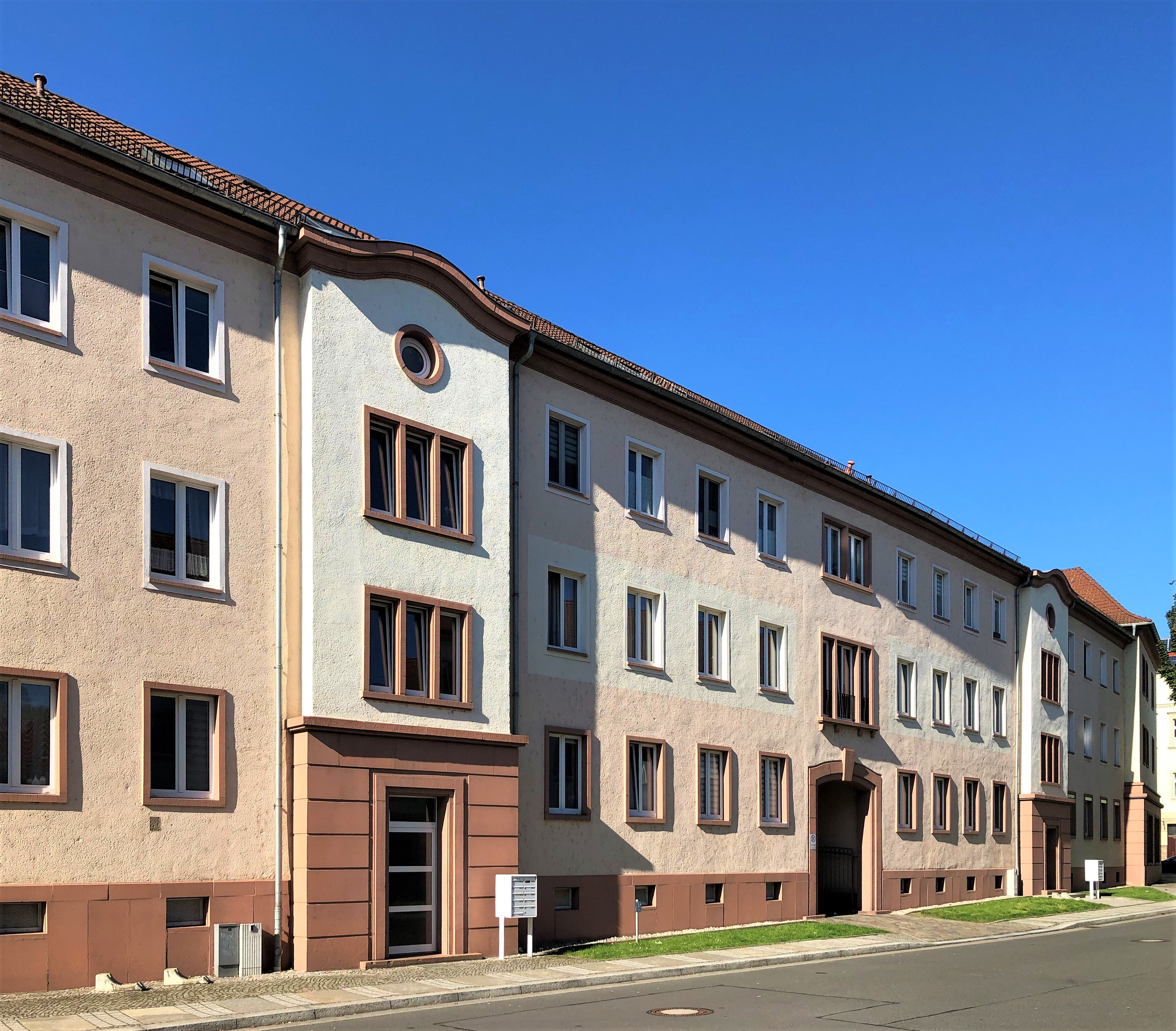
Der Gebäudeteil Eckartstraße 4/5 bildet einen Teil der westlichen Straßenrandbebauung. Er schließt an die Leipziger Straße 57 an. (2021)
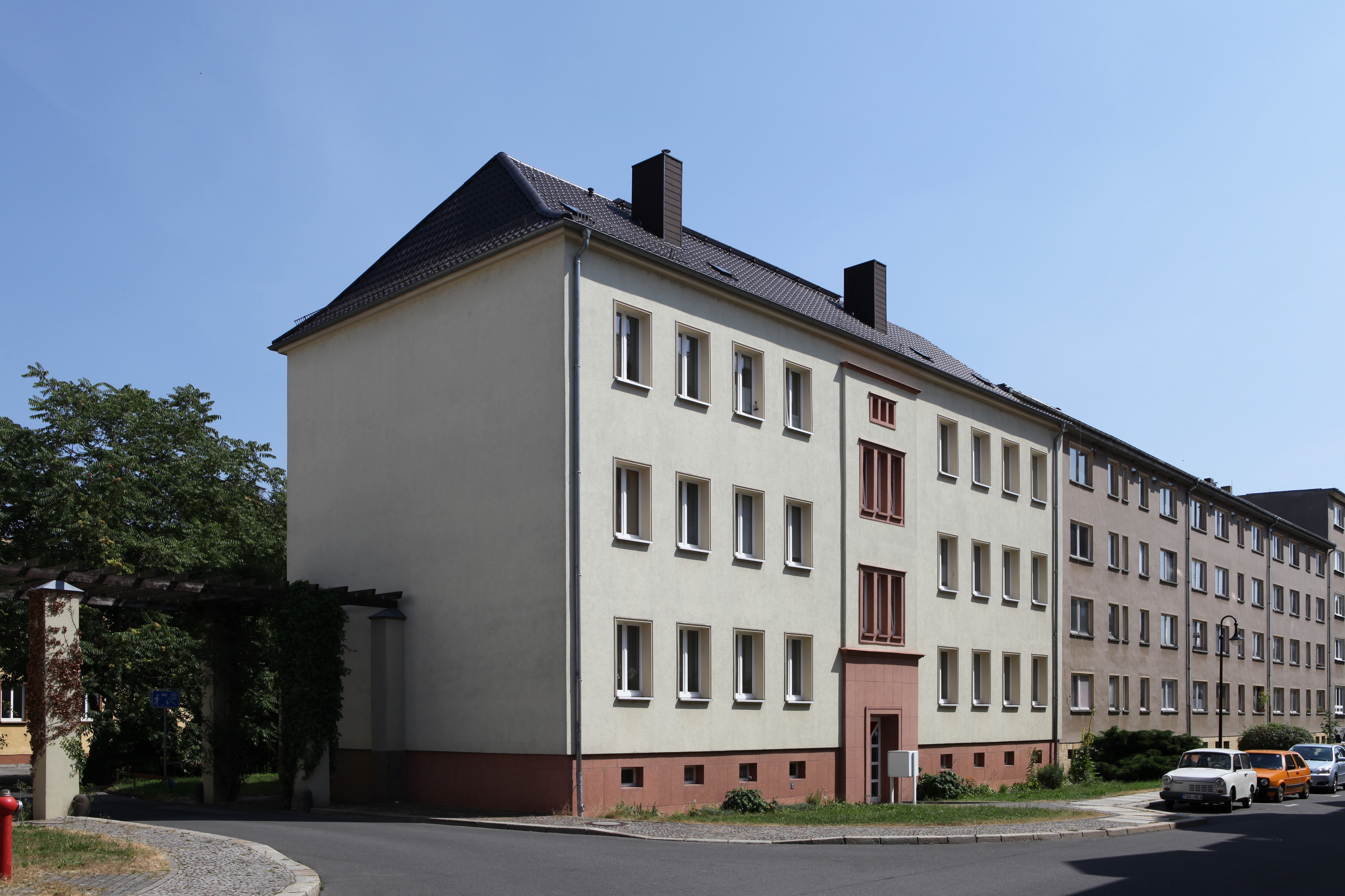
Das Gebäude Eckartstraße 24. Zwischen den Hausnummern 24 und 25 überspannt eine Pergola die Zufahrt zum Innenhof. (2012)
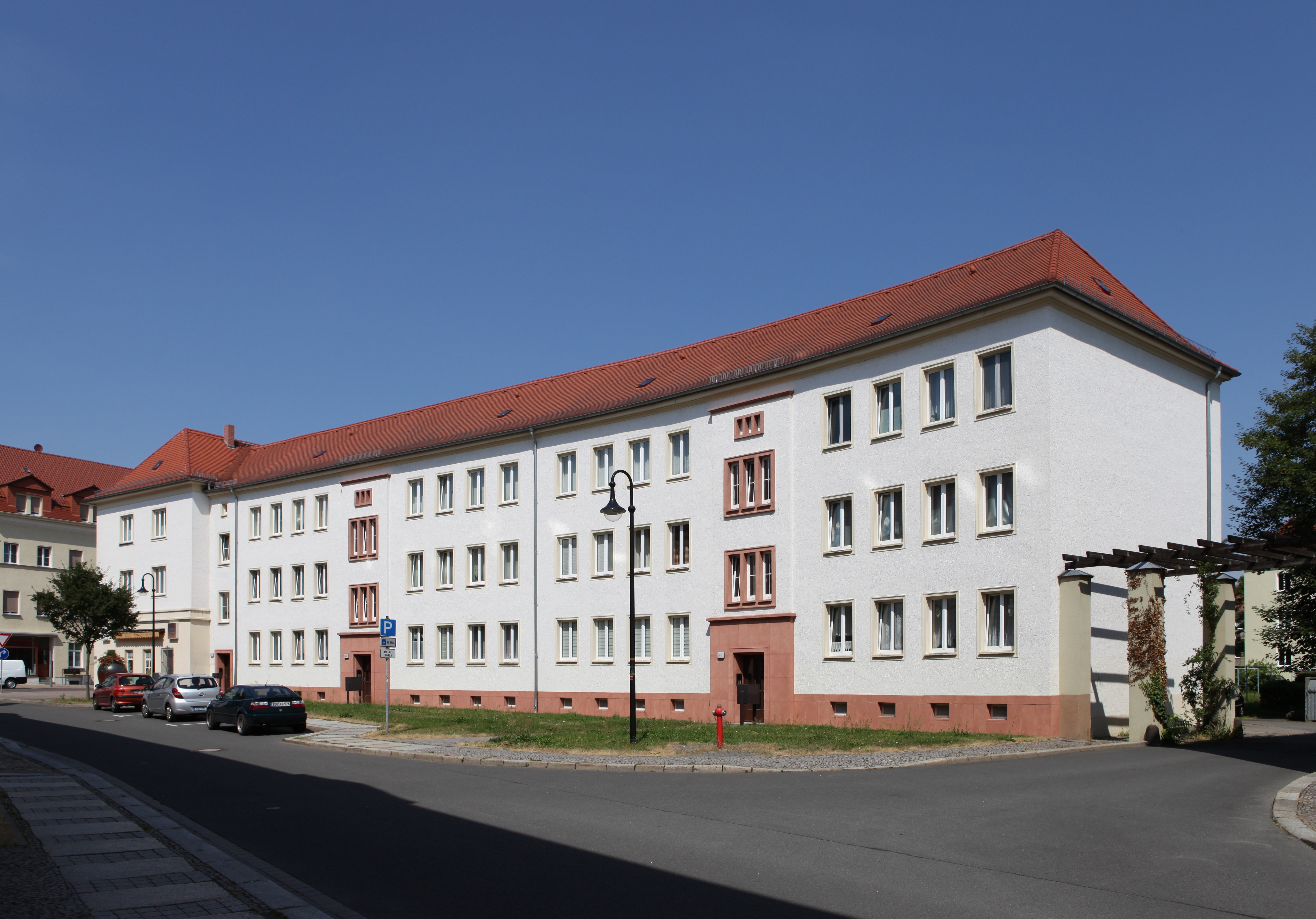
Der leicht geschwungene Gebäudeteil Eckartstraße 25–27 setzt am linken Bildrand an die Straßenrandbebauung Leipziger Straße (Hausnummern 58–61) an. (2012)